# サム・バンクマン＝フリード
サム・バンクマン＝フリード（Samuel Benjamin Bankman-Fried、1992年3月5日 - ）はアメリカ合衆国の起業家、投資家、そして元ビリオネアである。SBFというイニシャルでも知られる。バンクマン＝フリードは、暗号通貨取引所FTXと暗号通貨取引会社アラメダ・リサーチの創設者兼CEOであった。FTXは2022年末、FTXのネイティブ暗号通貨であるFTTが暴落した。この危機の中、バンクマン＝フリードはアラメダ・リサーチの業務を縮小すると発表。FTXのCEOを辞任し、連邦倒産法第11章の適用を申請した。同年詐欺罪で逮捕された。

## 人物
バンクマン＝フリードの純資産はピーク時で260億ドル。2022年10月の推定純資産は105億ドルだった。しかし、2022年11月8日、FTXの支払い危機の中、ブルームバーグ・ビリオネア指数によると、彼の純資産は1日で94％減少して9億9150万ドルになったと推定され、1日の減少額は同指数の歴史上最大となった。2022年11月11日までに、ブルームバーグ・ビリオネア・インデックスは、バンクマン＝フリードには物質的な富がないと見なした。
2022年11月にバンクマン＝フリードの富が消える前、バンクマン＝フリードは民主党候補への大口献金者だった。2022年の米中間選挙では、民主党候補を中心に4000万ドルを寄付している。
2022年12月12日、バンクマン＝フリードはバハマで逮捕、かつ米国への身柄引き渡しの可能性を保留され、同日には司法長官がアメリカから同氏の容疑に関する正式な通知を受け取ったと明らかにした。12月13日、ニューヨーク州南部地区連邦地方裁判所における彼の起訴状が公開され、複数の種類の電信詐欺や謀議など、犯罪に対するさまざまな容疑が明らかになった。バンクマン＝フリードは、8つの訴因すべてで有罪判決を受けた場合、最高で115年の禁固刑に処される可能性がある。同月22日、2億5000万ドルの保釈金の支払いを条件として保釈が認められたが、2023年8月11日に証人を脅迫しようとしたとして裁判所から保釈が取り消され、その場で勾留された。同年11月3日、地裁の陪審は全ての起訴内容について有罪評決を下した。2024年3月28日、地裁より懲役25年、罰金110億2000万ドル（約1兆6680億円）の有罪判決が言い渡された。

## 私生活
バンクマン=フリードはヴィーガンである。2021年半ばの時点で、バハマにある5ベッドルームのペントハウスに約10人のルームメイトと住んでいた。FTXの破綻後、このペントハウスは4000万ドル近い価格で売りに出された。FTXとアラメダの元社員によると、バンクマン＝フリードはアラメダ・リサーチのCEOである同僚のキャロライン・エリソンとロマンチックな関係を持っていたとされる。